# Biancamaria Scarcia Amoretti
Biancamaria Scarcia Amoretti (née le 26 novembre 1938 à Aoste et morte le 19 septembre 2020  à Rome) est une historienne, une essayiste et une universitaire italienne.
Islamologue et chercheuse, elle se spécialise dans le domaine de l'histoire de l'islam médiéval, en particulier des relations entre religion et politique, s'intéressant également au chiisme et aux problèmes liés à l'expressivité et la représentation féminine dans cette histoire.

## Biographie
Biancamaria Amoretti naît le 26 novembre 1938 à Aoste,. Elle obtient son doctorat en 1963 à l'université de Naples - L'Orientale avec une thèse intitulée « Hagiographie, dévotion populaire et pèlerinages dédiés au huitième imam, ʿAlī al-Riḍā ». Sa directrice de thèse est Laura Veccia Vaglieri. 
Après ses études universitaires, elle commence à enseigner à l'Université de Rome « La Sapienza » d'abord , en 1967, comme assistante. En 1971, elle obtient le poste d'adjointe, et en 1976, elle est titularisée. Enfin, en 1985, Amoretti est nommée à la chaire d'islamologie de l'université. Ses sujets de prédilection sont l'histoire de l'islam médiéval, en particulier sur les relations entre religion et politique. 
Elle s'intéresse aussi au chiisme et aux problèmes liés à l'expressivité et la représentation féminine dans cette histoire,,. Pendant ses recherches et ses voyages, l'historienne se décrit comme féministe, et écrit au sujet de la condition féminine dans le monde musulman,. Elle participe à la revue féministe DWF dès sa création, en 1976. 
Dans les années 1980 et 1990, Biancamaria Amoretti voyage souvent en Iran dans le cadre de ses recherches. 
À partir de 1992, elle siège comme juré du Prix Pozzale Luigi Russo. En 1998, elle organise la première rencontre internationale de scientifiques sur le thème de l'ashraf et rédige une part significative des productions scientifiques pour la rencontre.
Elle épouse Gianroberto Scarcia, un de ses collègues islamologues,. 
Biancamaria Amoretti meurt à Rome le 19 septembre 2020 à l'âge de 81 ans,.

## Postérité
L'Institut culturel iranien en Italie organise rapidement un webinaire, le 29 septembre 2020.  La revue DWF lui rend hommage. L'université de Trieste réunit en 2023 un colloque en son honneur intitulé : « Journées d'études à la mémoire de Biancamaria Scarcia Amoretti. Le protagonisme des femmes dans le monde musulman et en Palestine ».

## Publications

### En italien
- (it) Biancamaria Scarcia Amoretti, Tolleranza e guerra santa nell'Islam, Firenze, Sansoni, 1974
- (it) Biancamaria Scarcia Amoretti, Il mondo dell'Islam, Roma, Editori Riuniti, 1981
- (it) Biancamaria Scarcia Amoretti, Sciiti nel mondo, Roma, Jouvence, 1994
- (it) Biancamaria Scarcia Amoretti, Il mondo musulmano. Quindici secoli di storia, Roma, Carocci, 2001
- (it) Biancamaria Scarcia Amoretti, Un altro medioevo. Il quotidiano nell'Islam, Roma, Laterza, 2001
- (it) Biancamaria Scarcia Amoretti, Il Corano. Una lettura, Roma, Carocci, 2009
- (it) Biancamaria Scarcia Amoretti, Religione e Politica, Roma, Nuova Cultura, 2011

### Traduits en français

#### Ouvrages
- Andrea Giardina, Mario Liverani, Biancamaria Scarcia Amoretti et Mireille Vallée (trad. de l'italien par Mireille Vallée et Claude Bontems), La Palestine: histoire d'une terre, éditions L'Harmattan, coll. « Comprendre le Moyen-Orient », 1990 (ISBN 978-2-7384-0705-4)

#### Articles
- (en) Biancamaria Scarcia Amoretti, « Temps sacré, temps révolutionnaire: le cas de l'Iran », Social Science Information, vol. 33, no 3,‎ septembre 1994, p. 441–451 (ISSN 0539-0184 et 1461-7412, DOI 10.1177/053901894033003004, lire en ligne, consulté le 26 juin 2024)